# Витто
Витто́ (фр. Vitteaux) — коммуна во Франции, находится в регионе Бургундия. Департамент коммуны — Кот-д’Ор. Входит в состав кантона Витто. Округ коммуны — Монбар.
Код INSEE коммуны — 21710.

## Население
Население коммуны на 2010 год составляло 1102 человека.
| 1962 | 1968 | 1975 | 1982 | 1990 | 1999 | 2010 |
| ---- | ---- | ---- | ---- | ---- | ---- | ---- |
| 973  | 1052 | 1077 | 1097 | 1064 | 1114 | 1102 |

## Экономика
В 2010 году среди 627 человек трудоспособного возраста (15—64 лет) 432 были экономически активными, 195 — неактивными (показатель активности — 68,9 %, в 1999 году было 68,9 %). Из 432 активных жителей работали 395 человек (208 мужчин и 187 женщин), безработных было 37 (15 мужчин и 22 женщины). Среди 195 неактивных 39 человек были учениками или студентами, 68 — пенсионерами, 88 были неактивными по другим причинам.